# 伊藤雅彦
伊藤 雅彦（いとう まさひこ、1962年3月30日 - ）は、帝塚山学院大学人間科学部教員。大阪産業大学デザイン工学部教員。大阪アクティブラーニングスクール学長

## 人物
- 血液型：AB
- 出身地：兵庫県

## 講義科目
- システム構築法
- ビジネス分析技法
- 情報と問題解決
- 情報活用A
- 情報活用B
- 情報活用C
- 情報活用D
- コンピュータ基礎演習1
- コンピュータ基礎演習2
- コンピュータ応用演習1
- コンピュータ応用演習2
- 情報機器の操作１
- 情報機器の操作２
- コンピュータ演習１
- コンピュータ演習２
- 特別講義B

## 著書
- 『e-studyシスアド』泉書房、2001年、
- 『電脳絵本』PMC、2003年
- 『伊藤式現代用語辞典』PMC、2004年
- 『電脳短短』CBC-TS、2008年
- 『C言語プログラミング』メディアキューブ、2010年
- 『特別講義B -ITパスポート-』メディアキューブ、2010年
- 『システム構築法＆ビジネス分析技法』メディアキューブ、2010年
- 『プログラミングーJava＆Android』メディアキューブ、2017年

など。